# Стрела (сазвежђе)
Стрела (лат. Sagitta) је једно од 88 савремених и 48 оригиналних Птоломејевих сазвежђа. По површини спада у најмања сазвежђа, веће је једино од сазвежђа Ждребе и Јужни крст.

## Митологија
Због врло специфичног облика, ово сазвежђе је више култура видело као стрелу, између осталих Грци, Римљани, Асирци и Јевреји. За античке Грке Стрела је имала неколико могућих значења:
- Стрела којом је Херакле убио орла који је по Зевсовом наређењу кљуцао Прометејеву јетру. (По овом миту, орао је представљен суседним сазвежђем Орла.)
- Стреле којима је Херакле убијао стимфалске птице.
- Стреле којима је Аполон убио Киклопе. Аполон је тиме осветио свог сина Асклепија кога је Зевс убио муњом која је била дар од Киклопа.
- Еросова стрела.

## Звезде
Стрела нема сјајних звезда. Најсјајнија је гама Стреле — црвени џин М класе магнитуде 3,47. Налази се на 275 светлосних година од Сунца ог кога је луминознија 640 пута.
Са магнитудом 3,82, друга по сјајности је делта Стреле, која се налази на око 450 светлосних година од Сунца. У питању је бинарни систем кога чине светли џин М класе и патуљак А класе.
Трећа по магнитуди је алфа Стреле, жути светли џин магнитуде 4,37, који је од Сунца удаљен 475 светлосних година. Четири пута је масивнија и 340 пута светлија од Сунца. Бета Стреле је жути џин G класе, од Сунца удаљен 467 светлосних година.
Бинарни систем 15 Стреле је занимљив јер га чине жути патуљак са главног низа Х-Р дијаграма и браон патуљак.

## Објекти дубоког неба
Између гаме и делте Стреле се налази М71, велико, светло глобуларно јато удаљено од Сунца 18.000 светлосних година. NGC 6839 је компактна група коју чини 11 звезда. Магнитуда групе (тј. објекта NGC 6839) је 8,4.